# Uka (cantant)
En aquest nom mongol, el nom és «Davaa» i «Ulambayar» és un patronímic, no pas un cognom.
Ulambayar Davaa (en mongol: Уламбаяр Даваа) (Ulaanbaatar, 6 de novembre de 1982), més coneguda pel seu nom artístic Uka, és una cantant, actriu i personalitat de la televisió mongola.
Nascuda en una família de vuit persones, va obtenir fama per primera vegada com a membre d'un grup musical de noies Kiwi el 2004. Amb els seus característics cabells rossos i els seus moviments de dansa poc ortodoxa, sovint era la cara del grup. Després que la seva banda estigués inactiva el 2014, va seguir una carrera en solitari. Des de llavors ha publicat quatre àlbums d'estudi, «I Am In love» (2015), «11/06» (2015), «Хөгжим» (2017) i «Don't Stop» (2018).
Uka va ser una dels quatre jutges de la primera temporada d'un programa de talent mongol, La veu de Mongòlia, junt amb els cantants Otgonbayar, Bold i Ononbat. La guanyadora final, la cantant i violinista Engün Tseyendash, va ser seleccionada del seu equip, «Equip Uka».
El seu senzill, «Don't Stop», es va incloure a l'àlbum Asian Top Hip Hop el 2018. Uka és considerada una de les artistes modernes més innovadores de Mongòlia.

## Carrera professional

### 1982–2004: Joventut i inicis de la carrera musical
Uka era una dels sis fills de la família de Davaa i Zamand. Quan era nena, va assistir a la 44a escola secundària d'Ulan Bator. Passava els estius a la casa d'estiueig de la seva àvia. Va estudiar i es va graduar a l'Acadèmia d'Arts i Cultura Mongoles. Ella ha afirmat que una de les seves germanes grans també va assistir a l'acadèmia amb ella, i té una bona veu cantant, però mai va iniciar una carrera de cantant.
Després de l'acadèmia, es va unir a un grup de break dance, anomenat Neg Khoroolol. Durant aquest temps era coneguda per ser una «pobre cantant». Els membres del seu grup de ball van insistir que assistís a l'estudi de Nature Sound, aleshores recentment establert, a l'escola de cant. Després de graduar-se, es va quedar a l'escola com a instructora de dansa. És allà on va decidir unir-se amb Namuunaa i Enkhzol, formant la primera formació de Kiwi (en mongol: Киви).

### 2004–2014:Kiwi
Kiwi va ser un projecte personal d'Angirmaa B, un productor i excantant mongol. El grup va llançar set àlbums d'estudi i diversos DVD. Durant els seus deu anys d'existència, el grup ha tingut sis membres diferents. Uka i Namuunaa eren les úniques membres permanents. A la desena edició dels Premis Pentatònics, Kiwi va ser nomenada la «Millor banda de debut». Kiwi ha tingut molts senzills que apareixen a les cartelleres mongoles, inclosos «Хүслээ хэлнэ» (Digues el que vulguis), «Болдоггүй шүү» (No és possible), «Хайр хайраа өөрөө олдог» (L'amor troba l'amor tot sol) i «Араас чинь тэврэлу» (Abraça't darrere teu). Uka ha atribuït gran part del seu èxit als mètodes i a l'ètica del treball ensenyats per Angirmaa.

### 2014–present: Carrera com a solista
Després de la inactivitat de Kiwi el 2014, immediatament Aku va intentar iniciar la seva pròpia carrera en solitari. El seu primer disc, I am in love, es va publicar el 2015. Després 11/06 el 2015, Хөгжим (Música) el 2017 i el seu millor àlbum Don't Stop el 2018. Del seu darrer disc, la cançó titulada «Don't Stop» va ser nomenada una de les millors cançons de hip-hop d'Àsia. A l'abril de 2019, va ser la segona artista més vista a Mongòlia a YouTube, només darrere del grup de noies coreanes Blackpink, que la converteix en l'artista mongola més vista.

## Televisió i cinema
A finals del 2017 es va anunciar el concurs de televisió The Voice of Mongolia, una versió mongola de The Voice. Més tard es va revelar que Uka va ser escollida com un dels quatre jutges que donaran suport als seus concursants al llarg de la sèrie. Únics en aquest espectacle, els jutges de The Voice of Mongolia no només jutgen els concursants, sinó que també els escullen i els incorporen en els seus propis equips, i els entrenen personalment per ser un millor artista. El programa va durar quatre mesos, sumant vuit episodis d'audicions a cegues i cinc setmanes més d'etapes eliminatòries. Al final, la cantant i violinista Engün Tseyendash, membre de l'Equip Uka, va ser nomenada la guanyadora del programa.
El gener de 2018, Uka va participar en la pel·lícula Hi Honey. La pel·lícula es va estrenar al públic el 5 d'abril als cinemes.

## Vida personal
Uka està casada amb Erdenechuluun G, un empresari miner. Junts tenen 2 fills. El seu marit ha aparegut al videoclip de la seva cançó «Gurvan Ugee Heleh uu».

## Controvèrsies
El 2016, Uka va iniciar una campanya per reintroduir la roba tradicional mongola a la moda quotidiana. Tot i que les seves admiradores més joves ho va rebre positivament, les admiradores més grans van expressar disgust. Consideraven que jugava temeràriament amb una tradició mil·lenària.

## Discografia

### Àlbums d'estudi
- I Am In love (2015)
- 11/06 (2015)
- Хөгжим (2017)
- Don't Stop (2018)

### Videos musicals
- «Margaashiin Nar Luu Hamt Ayalah uu»
- «DO IT»[13]
- «Don't Stop» amb DJ Zaya
- «Erh Chuluulnu»
- «Gurvan Ugee Heleh uu»
- «Gantsaardlaas Buu Ai»
- «Araas Min Tevreech»[14]
- «Sahiulsan Tenger»[15]
- «Muruudul Bid Hoyor»
- «Gerel Asaa»
- «Uul» amb Degi
- «Hairtai Gej Heleech» amb Luuya, Lil Thug E